# Municipio de Wells (Kansas)
El municipio de Wells (en inglés: Wells Township) es un municipio ubicado en el condado de Marshall en el estado estadounidense de Kansas. En el año 2010 tenía una población de 120 habitantes y una densidad poblacional de 1,23 personas por km².

## Geografía
El municipio de Wells se encuentra ubicado en las coordenadas 39°41′47″N 96°31′46″O / 39.69639, -96.52944. Según la Oficina del Censo de los Estados Unidos, el municipio tiene una superficie total de 97.84 km², de la cual 97,56 km² corresponden a tierra firme y (0,29 %) 0,28 km² es agua.

## Demografía
Según el censo de 2010, había 120 personas residiendo en el municipio de Wells. La densidad de población era de 1,23 hab./km². De los 120 habitantes, el municipio de Wells estaba compuesto por el 99,17 % blancos y el 0,83 % eran de una mezcla de razas. Del total de la población el 4,17 % eran hispanos o latinos de cualquier raza.